# Piccolo Teatro di Milano

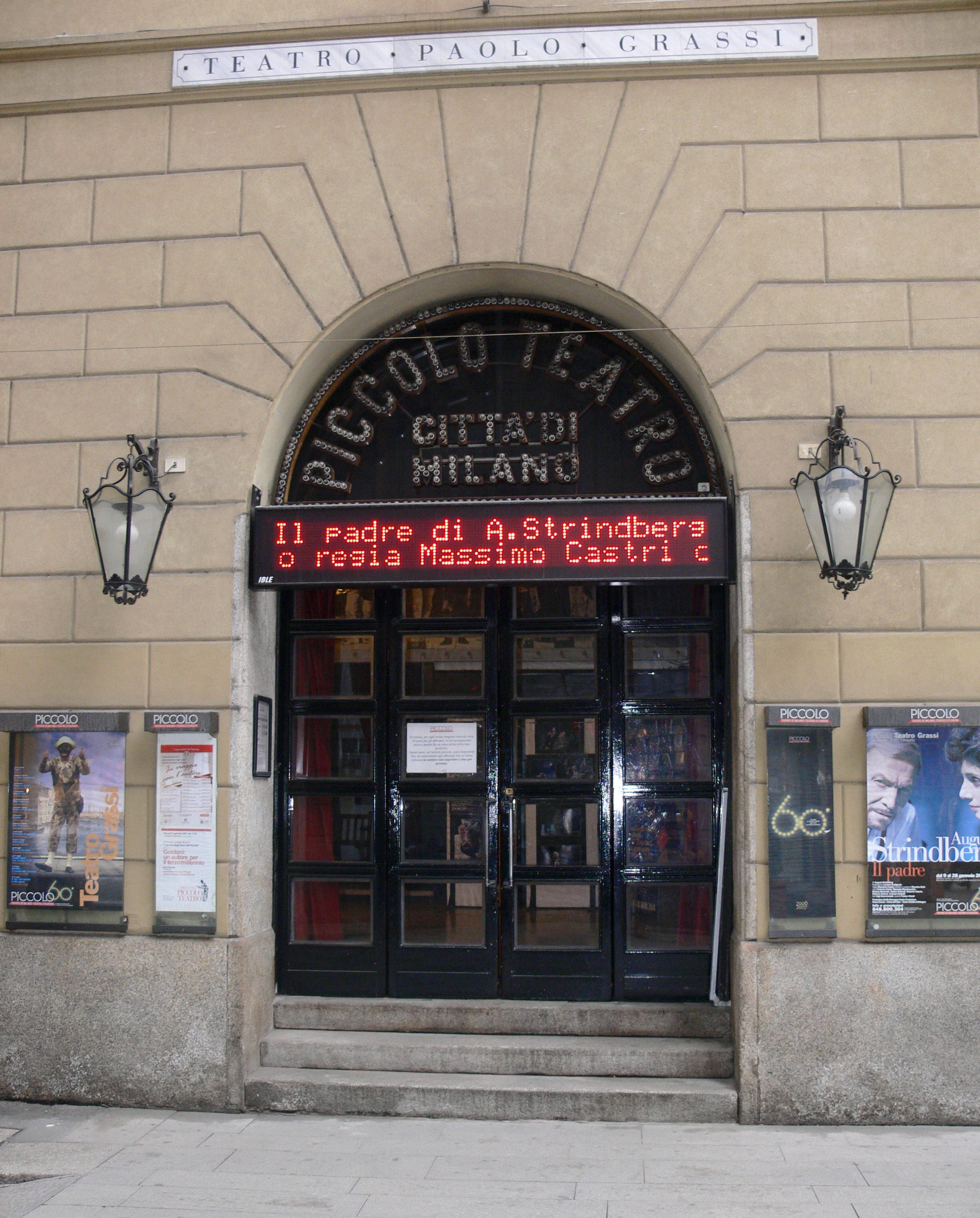
Entrada del Piccolo Teatro di Milano

El Piccolo Teatro di Milano és una companyia de teatre fundada a Milà el 1947 per Paolo Grassi i Giorgio Strehler. La van dirigir junts fins a 1967 i després sol Paolo Grassi fins a 1972. Constituïx la primera organització estable de l'escena italiana, sent el primer teatre folklòric milanès i, alhora, un dels més moderns de la ciutat.
La seva gran tasca ha estat la de ser un teatre d'art per a tots amb un repertori internacional i nacional però mantenint i investigant les arrels pròpies, posant en primer lloc la formació d'un nou actor. La seva alta qualitat estètica i la seva nova organització seran els punts principals d'excel·lència del "Piccolo Teatro" i l'exemple d'una nova manera de fer teatre.
Va estar fortament unit al desenvolupament del teatre polític. L'objectiu era ser un teatre popular i ideològicament oposat al moviment feixista. Van innovar en el repertori i en l'estil d'interpretació. Van fer sis versions diferents d'El criat de dos amos, de Carlo Goldoni, i totes van obtenir gran fama. La primera versió es va estrenar el 1948 i les següents posades en escena s'anaven despullant progressivament fins a acabar sent teatre pur. Va difondre Bertolt Brecht a Itàlia.